# Draft de l'NBA del 1984
En el Draft de l'NBA del 1984 es van escollir grans jugadors com Michael Jordan, Charles Barkley, Hakeem Olajuwon o John Stockton.
És considerat un dels drafts amb més talent de la història de l'NBA, perquè van arribar a sortir 4 jugadors que arribarien al Saló de la Fama del Bàsquet (Hakeem Olajuwon, Michael Jordan, Charles Barkley i John Stockton) i seleccionant 7 All-Star (Hakeem Olajuwon, Michael Jordan, Charles Barkley, Alvin Robertson, Thorpe Otis, Kevin Willis i John Stockton).
Tot i això, està marcada per la selecció de Sam Bowie per damunt de Michael Jordan. Aquesta última és considerada com una de les majors decepcions en el Draft de l'NBA.

## Primera ronda
|  | = All-Star     |
|  | = Hall of Fame |

| Nº | Jugador                | Nacionalitat | Equip de l'NBA                           | Universitat/club anterior |
| -- | ---------------------- | ------------ | ---------------------------------------- | ------------------------- |
| 1  | Hakeem Olajuwon (C)    | Nigèria      | Houston Rockets                          | Houston                   |
| 2  | Sam Bowie (C)          | Estats Units | Portland Trail Blazers (dels Indiana)    | Kentucky                  |
| 3  | Michael Jordan (SG)    | Estats Units | Chicago Bulls                            | North Carolina            |
| 4  | Sam Perkins (PF/C)     | Estats Units | Dallas Mavericks                         | North Carolina            |
| 5  | Charles Barkley (PF)   | Estats Units | Philadelphia 76ers (dels L.A. Clippers)  | Auburn                    |
| 6  | Melvin Turpin (C)      | Estats Units | Washington Bullets                       | Kentucky                  |
| 7  | Alvin Robertson (SG)   | Estats Units | San Antonio Spurs                        | Arkansas                  |
| 8  | Lancaster Gordon (SG)  | Estats Units | Los Angeles Clippers (dels Golden State) | Louisville                |
| 9  | Otis Thorpe (PF)       | Estats Units | Kansas City Kings                        | Providence                |
| 10 | Leon Wood (SG)         | Estats Units | Philadelphia 76ers (dels Denver)         | Cal State Fullerton       |
| 11 | Kevin Willis (PF/C)    | Estats Units | Atlanta Hawks                            | Michigan State            |
| 12 | Tim McCormick          | Estats Units | Cleveland Cavaliers *                    | Michigan                  |
| 13 | Jay Humphries          | Estats Units | Phoenix Suns                             | Colorado                  |
| 14 | Michael Cage (PF)      | Estats Units | Los Angeles Clippers (dels Seattle)      | San Diego State           |
| 15 | Terence Stansbury (SG) | Estats Units | Dallas Mavericks                         | Temple                    |
| 16 | John Stockton (PG)     | Estats Units | Utah Jazz                                | Gonzaga                   |
| 17 | Jeff Turner (PF)       | Estats Units | New Jersey Nets                          | Vanderbilt                |
| 18 | Vern Fleming (SF/SG)   | Estats Units | Indiana Pacers (dels New York)           | Georgia                   |
| 19 | Bernard Thompson       | Estats Units | Portland Trail Blazers                   | Fresno State              |
| 20 | Tony Campbell          | Estats Units | Detroit Pistons                          | Ohio State                |
| 21 | Kenny Fields           | Estats Units | Milwaukee Bucks                          | UCLA                      |
| 22 | Tom Sewell             | Estats Units | Philadelphia 76ers                       | Lamar                     |
| 23 | Earl Jones (C)         | Estats Units | Los Angeles Lakers                       | District of Columbia      |
| 24 | Michael Young (SG)     | Estats Units | Boston Celtics                           | Houston                   |

## Altres escollits destacats
| Nº  | Jugador              | Nacionalitat | Equip de l'NBA         | Universitat/club anterior |
| --- | -------------------- | ------------ | ---------------------- | ------------------------- |
| 27  | Ron Anderson (SG/SF) | Estats Units | Cleveland Cavaliers    | Fresno State              |
| 46  | Jerome Kersey (SF)   | Estats Units | Portland Trail Blazers | Longwood                  |
| 68  | Earl "Butch" Graves  | Estats Units | Cleveland Cavaliers    | Yale                      |
| 70  | Rick Carlisle (PG)   | Estats Units | Boston Celtics         | Virginia                  |
| 208 | Carl Lewis           | Estats Units | Chicago Bulls          | Houston                   |